# Sphecodopsis vespericena
Sphecodopsis vespericena är en biart som beskrevs av Constance Margaret Eardley 1997. Sphecodopsis vespericena ingår i släktet Sphecodopsis och familjen långtungebin. Inga underarter finns listade i Catalogue of Life.